# آرتور استریتن
آرتور استریتن (انگلیسی: Arthur Streeton; ۸ آوریل ۱۸۶۷ – ۱ سپتامبر ۱۹۴۳) نقاش اهل استرالیا بود. وی یک نقاش منظره و از مشهورترین نقاشان مکتب هایدلبرگ بود. از جمله آثار مشهور وی می‌توان به تابستان طلایی، ایگل‌مونت اشاره داشت.

## زندگی
استریتن در روز ۸ آوریل ۱۸۶۷ و در شهرستان گرنت، ویکتوریا، در جنوب غربی جیلانگ متولد گردید. وی چهارمین فرزند چارلز هنری و ماری جانسون بود. خانوادهٔ او در سال ۱۸۷۴ به ریچموند، ویکتوریا عزیمت نمودند. والدینش در سفری به انگلستان و در سال ۱۸۵۴ یکدیگر را ملاقات کرده بودند.

## نگارخانه

آتش افروخته‌شده ۱۸۹۱ م. نگارخانه نیو ساوت ولز
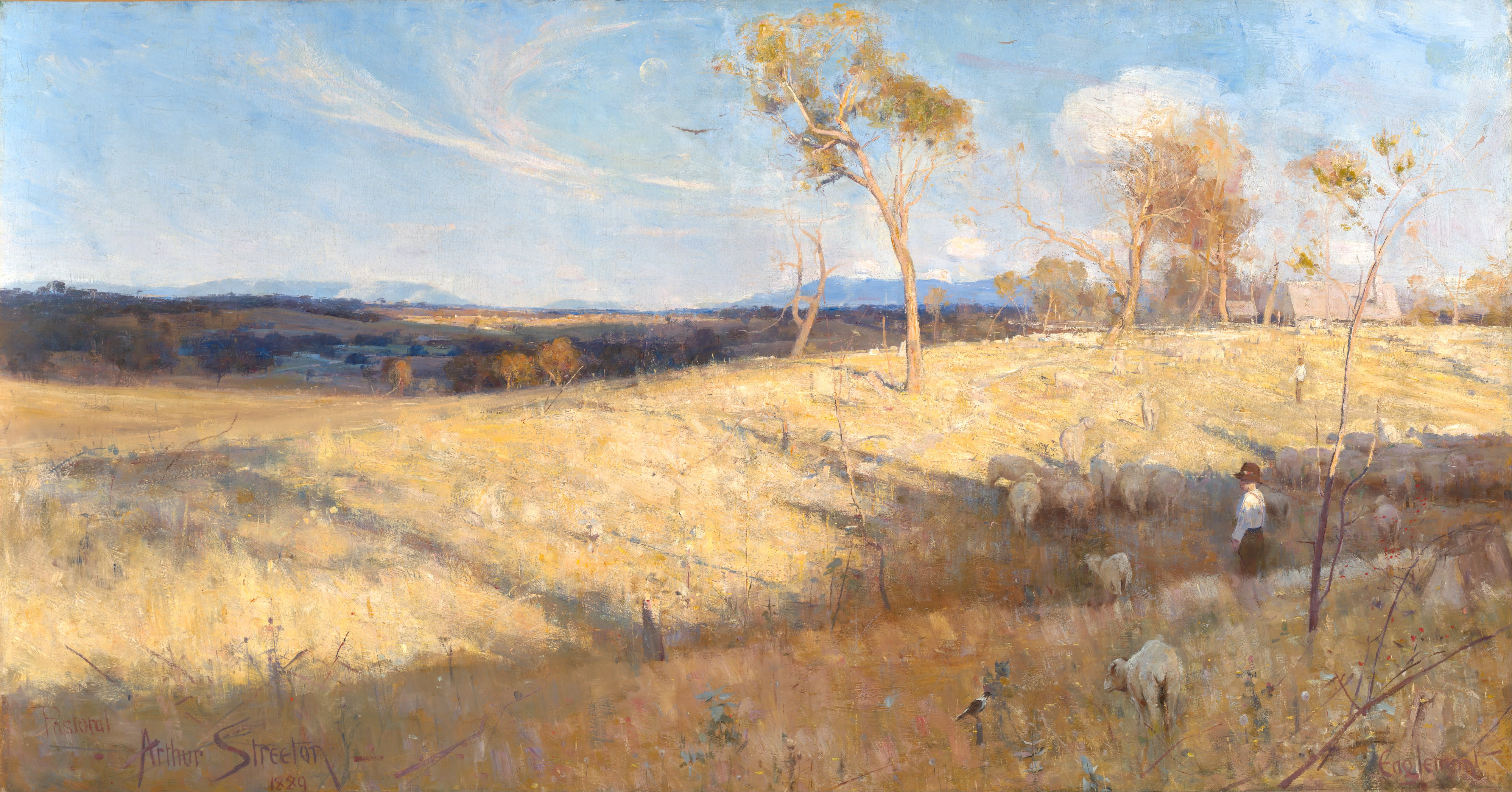
تابستان طلایی، ایگل‌مونت
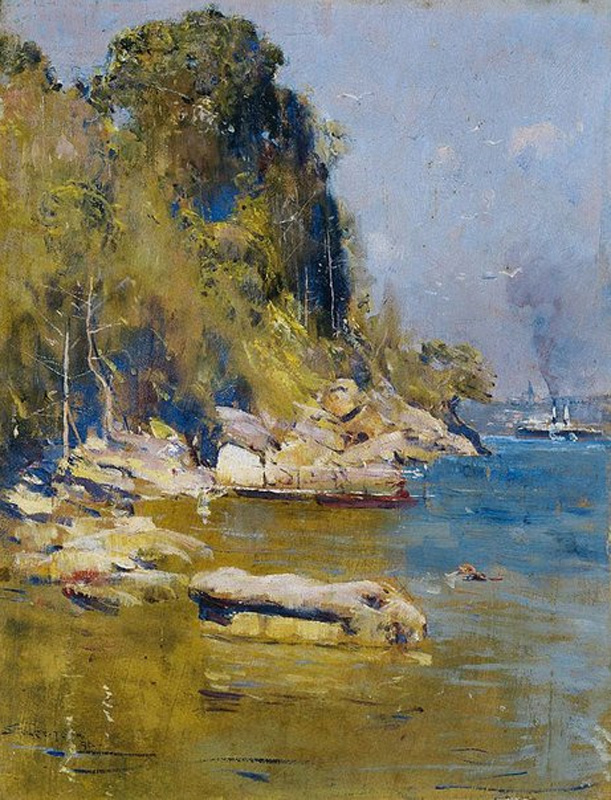
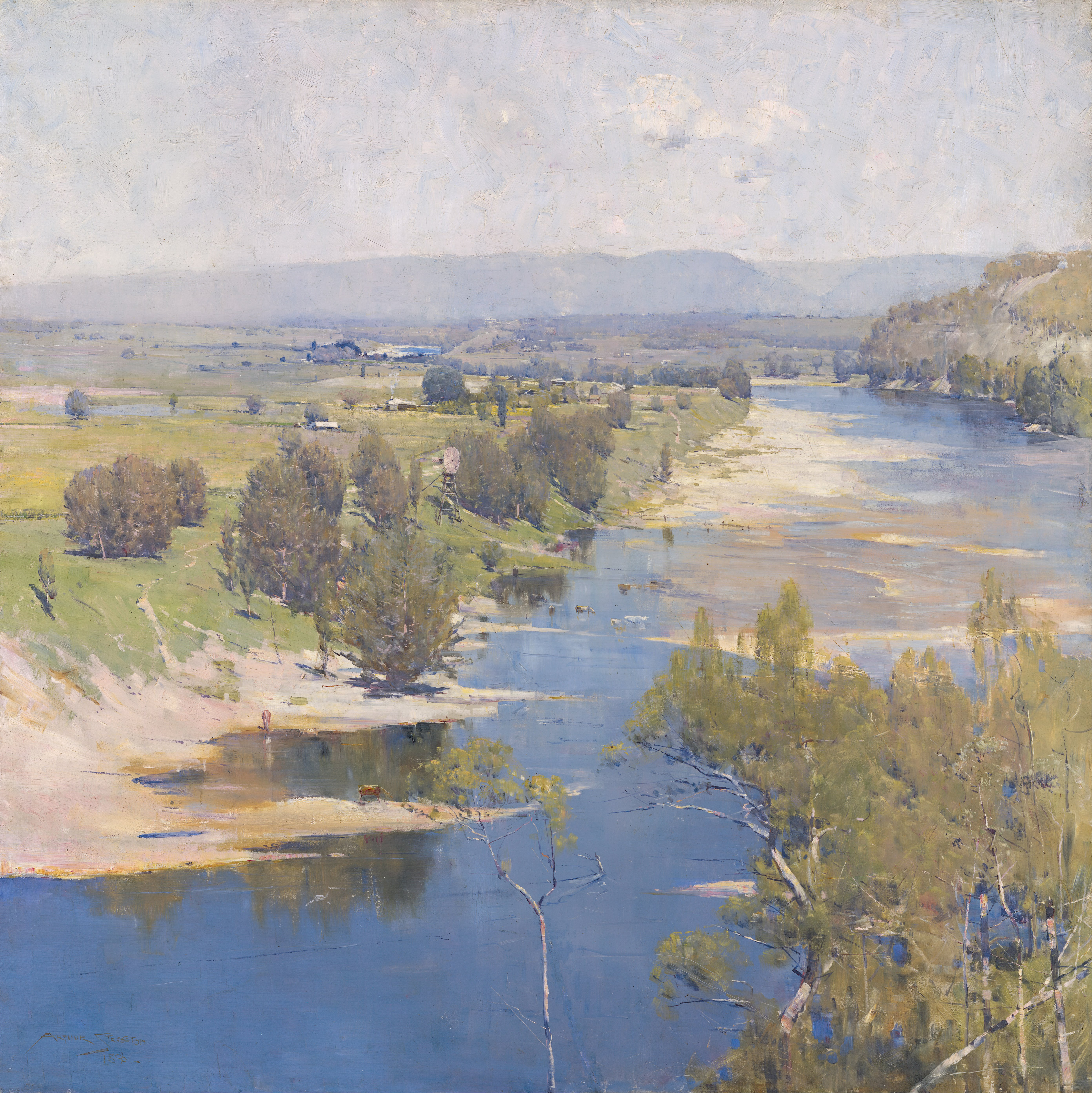
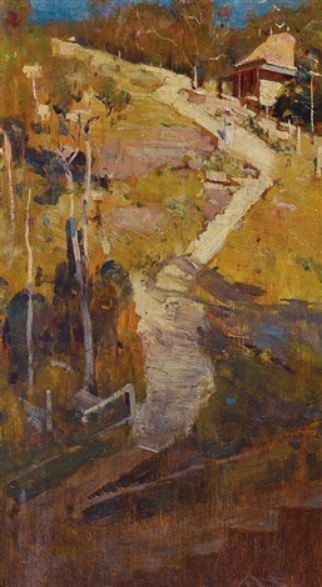
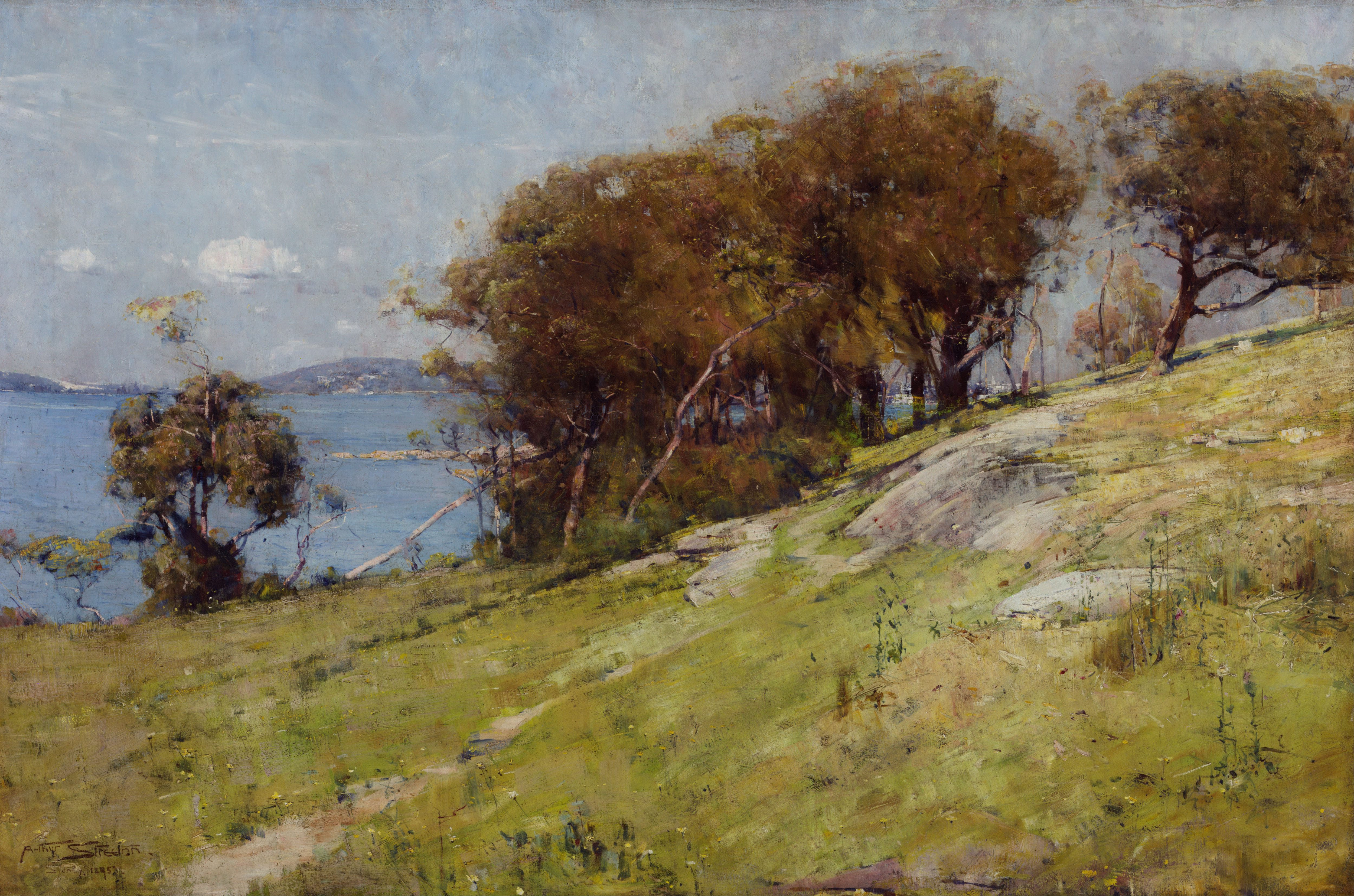
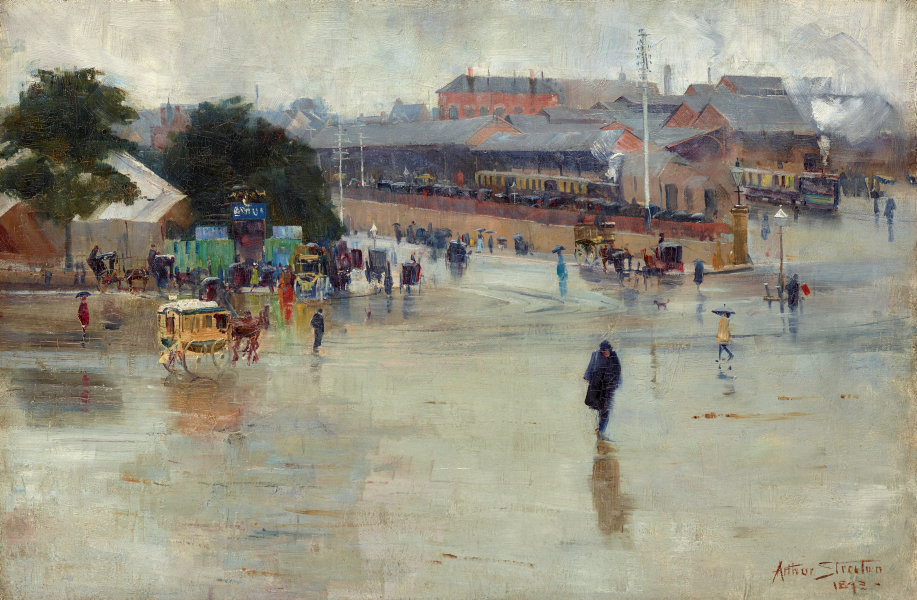
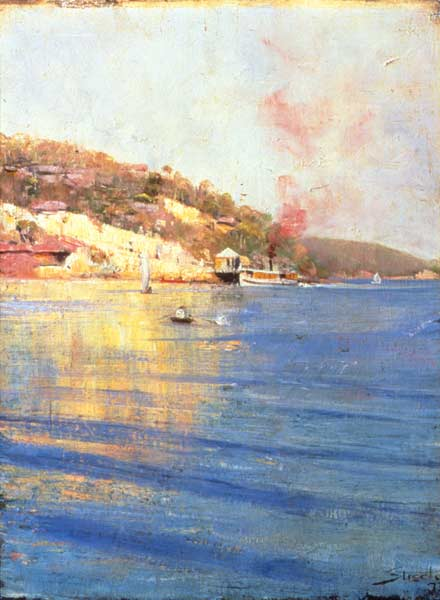
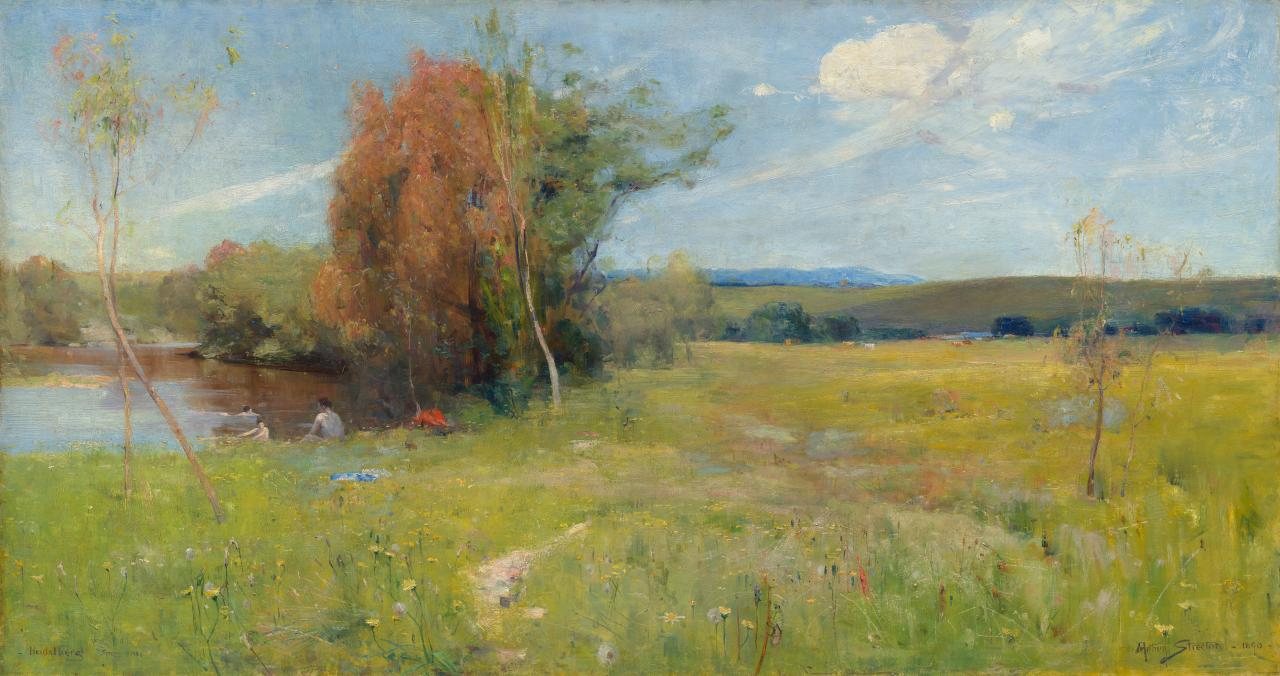
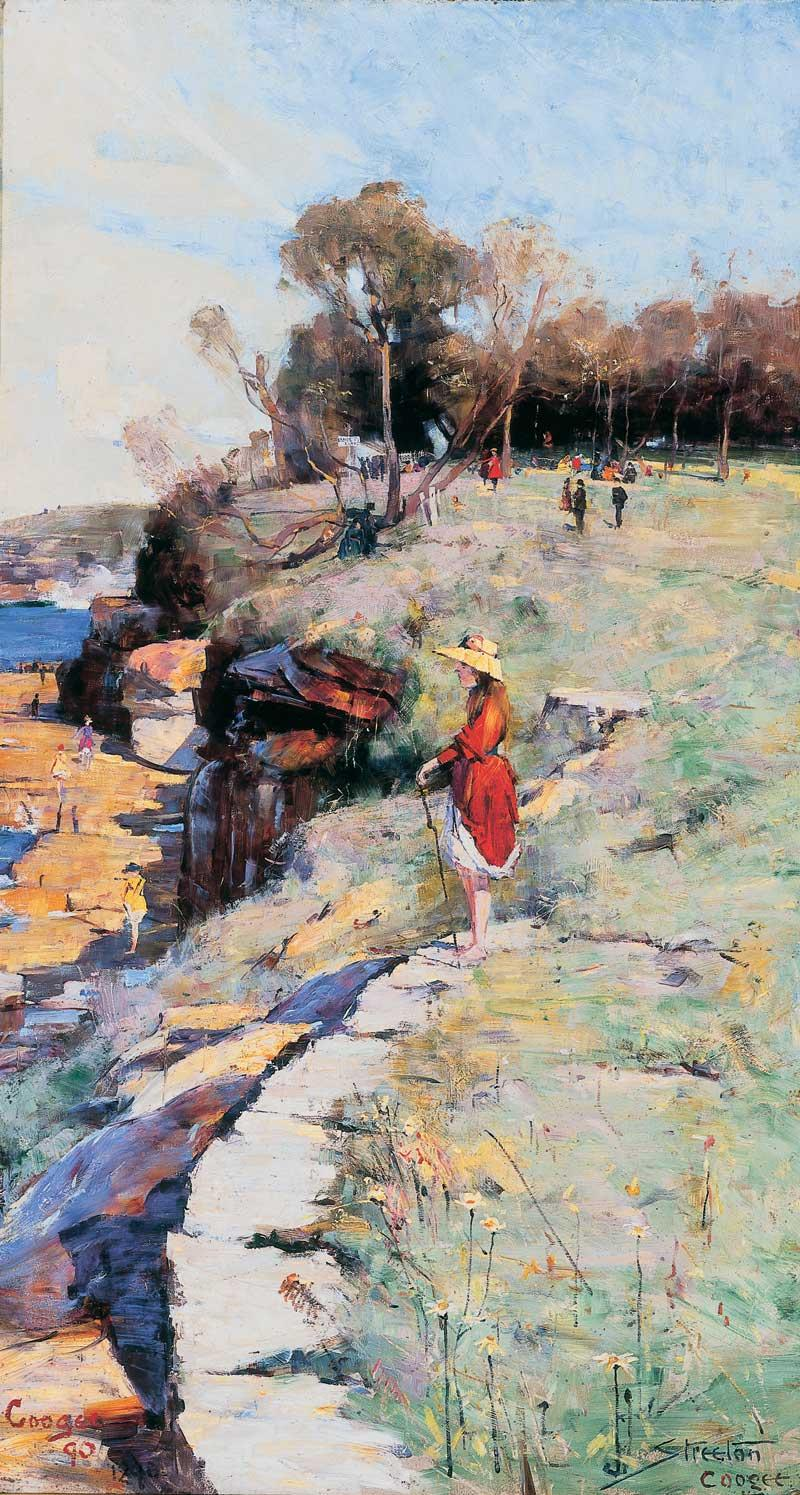
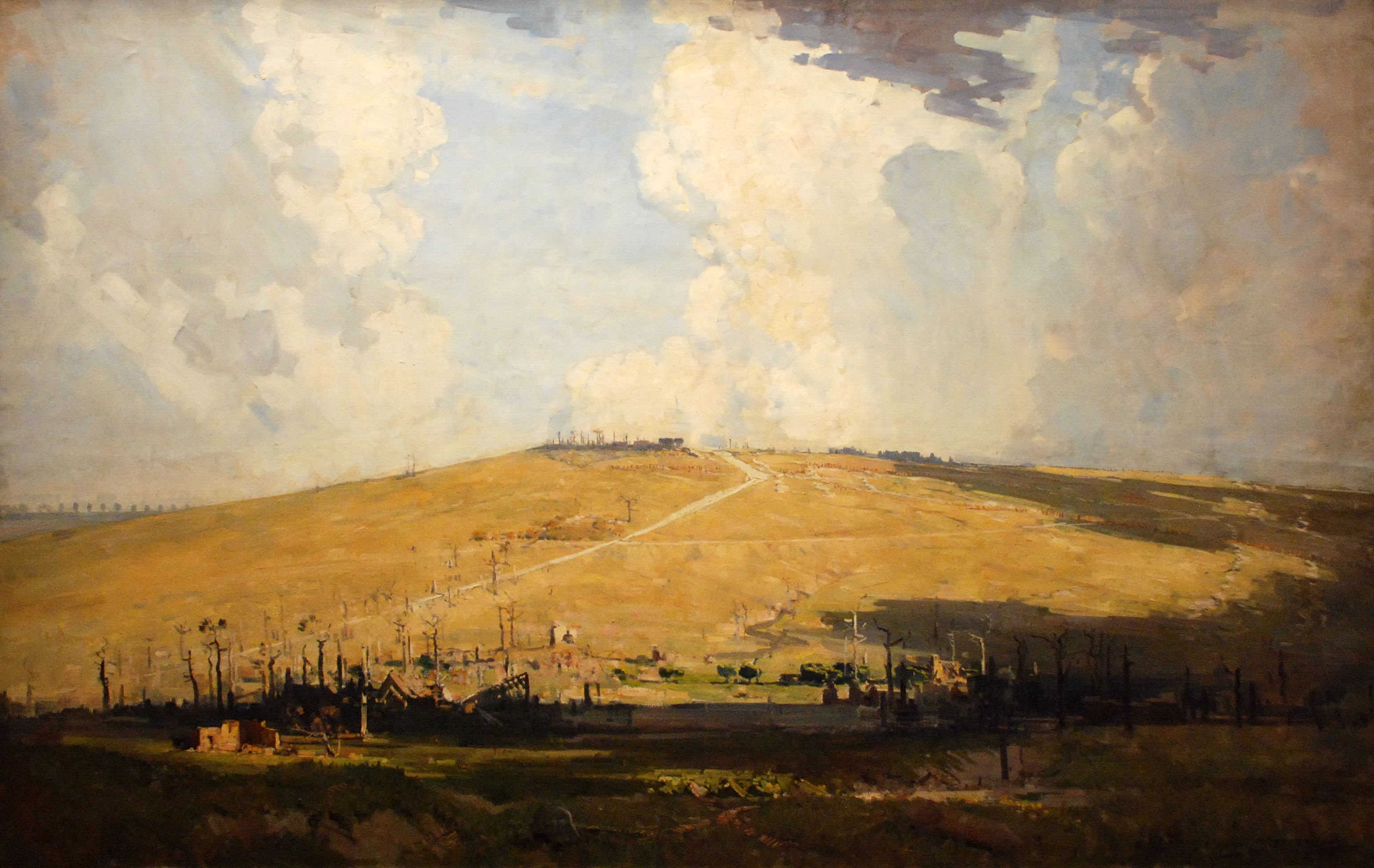
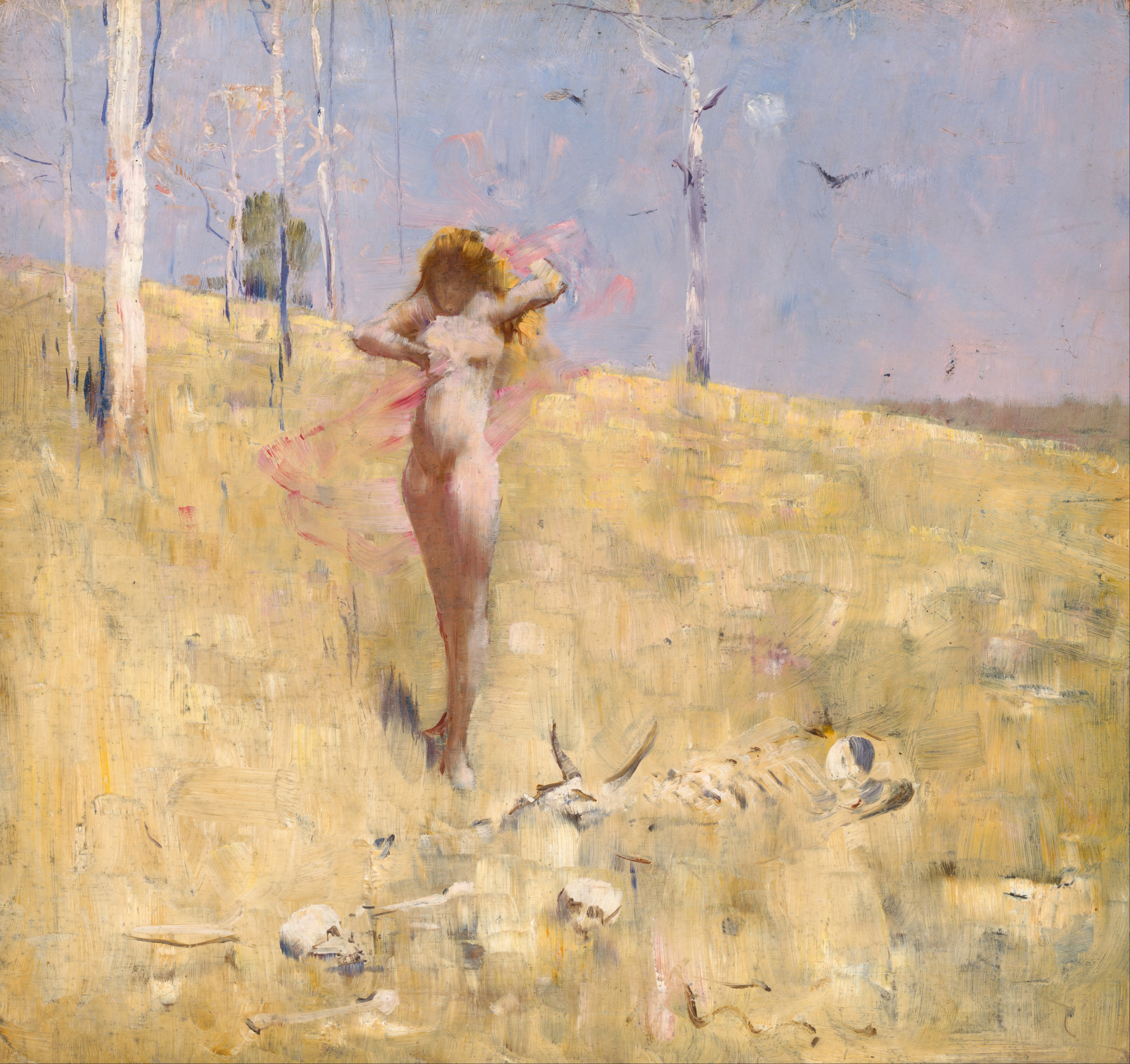
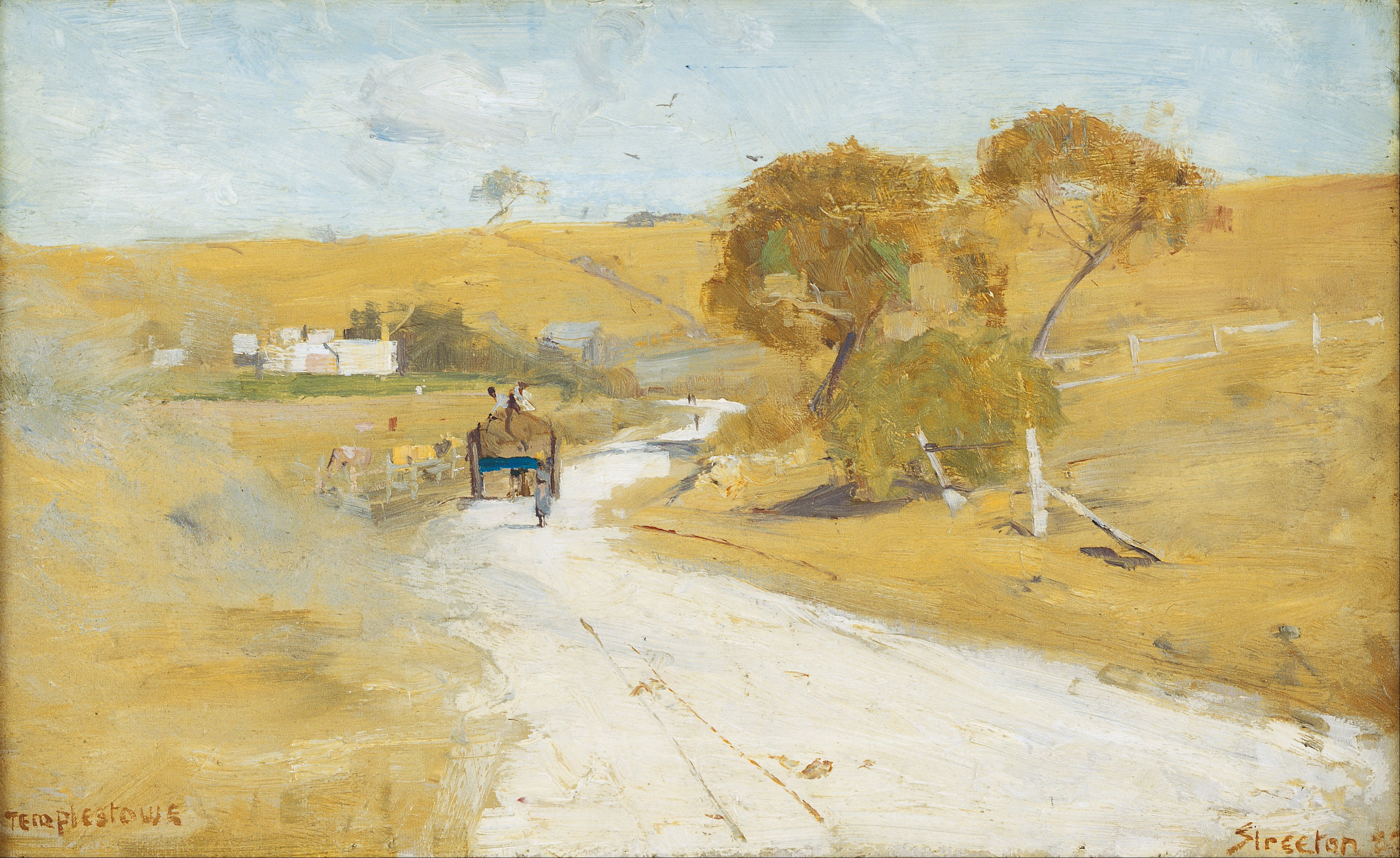
۱۸۸۹ م.
گالری ملی استرالیا